# Austreberthe
L'Austreberthe [ostʁ(ə)bɛʁt] est une rivière de la Seine-Maritime, longue de 17,9 kilomètres, et un affluent direct de la Seine.

## Géographie
L'Austreberthe prend sa source un peu au nord du village de Sainte-Austreberthe. Elle s'encaisse très rapidement dans le plateau du pays de Caux, descend vers le sud, arrose Pavilly, puis Barentin ; son cours s'infléchit ensuite vers le sud-ouest et atteint la rive droite de la Seine à Duclair. L'Austreberthe occupe un bassin versant de 211 km2 (altitude à la source : 90 m - Aatitude à l'embouchure : 4 m - pente moyenne : 4,7 ‰).
Sa vallée se poursuit au-delà de Duclair vers le sud-ouest, recoupant le pédoncule du méandre de Jumièges. Son ancien confluent avec la Seine se situait à Yainville, mais le déplacement vers l'aval du cours de la Seine[Quand ?] dans la boucle d'Anneville-Boscherville a fait sauter la cloison et provoqué ce cas exemplaire de capture latérale, cité dans tous les manuels de géographie fluviale.
L'importante urbanisation de son bassin versant fait augmenter son débit maximal par ruissellement qui est passé en valeur maximale de crise de 90 000 m3/h à 300 000 m3/h de 1974 à 1997.

## Histoire
Elle est sujette à des débordements orageux très violents, comme ceux du 17 juillet 1910 ou de mai 2000 où toute la vallée est inondée.

## Aménagement
Sa vallée est le site de nombreuses petites industries dont l'origine est l'utilisation de la force motrice de cette rivière au cours très dénivelé et peu sinueux.
Depuis mars 2015, sa vallée est traversée par l'autoroute A150 à Villers-Écalles, entre Barentin et Yvetot par le viaduc de l’Austreberthe.